# Don Carmody
Pour les articles homonymes, voir Carmody.
Don Carmody, né le 16 avril 1951 à Providence, est un producteur de cinéma canadien.

## Biographie
Il naît aux États-Unis mais grandit à Montréal où son père travaille comme avocat d'affaires. Il commence sa carrière comme chauffeur de Julie Christie en 1971, puis travaille comme assistant de production et régisseur général avant de devenir vice-président chargé de la production chez Cinéplex. En 1980, il fonde sa propre compagnie de production, Don Carmody Productions. Il a participé à la production de plus de 100 films.

## Filmographie

### Réalisateur
- 1984 : Infidélité fatale (The Surrogate)

### Producteur
- 1975 : Frissons (coproducteur)
- 1977 : Rage (coproducteur)
- 1982 : Porky's
- 1987 : La Gagne (coproducteur)
- 1988 : Scoop (producteur délégué)
- 1989 : Welcome Home
- 1991 : L'Arme secrète
- 1992 : Sidekicks
- 1993 : L'Avocat du diable (producteur délégué)
- 1995 : Johnny Mnemonic
- 1997 : Love in Paris (producteur délégué)
- 1998 : Supersens (producteur délégué)
- 1998 : Les Puissants (coproducteur)
- 1998 : Studio 54 (producteur délégué)
- 1999 : Les Anges de Boston (coproducteur délégué)
- 1999 : Gangsta Cop (producteur délégué)
- 2000 : Mon voisin le tueur (coproducteur)
- 2000 : Battlefield Earth (producteur délégué)
- 2000 : L'Art de la guerre (producteur délégué)
- 2000 : Get Carter (producteur délégué)
- 2001 : Destination: Graceland (producteur délégué)
- 2001 : Driven (producteur délégué)
- 2001 : Angel Eyes (producteur délégué)
- 2001 : Braquages (producteur délégué)
- 2002 : Père et Flic (producteur délégué)
- 2002 : Chicago (coproducteur)
- 2003 : Détour mortel (producteur délégué)
- 2003 : Gothika (producteur délégué)
- 2004 : Resident Evil: Apocalypse
- 2005 : Assaut sur le central 13 (producteur délégué)
- 2006 : Slevin (producteur délégué)
- 2006 : Silent Hill
- 2006 : Skinwalkers
- 2008 : Outlander : Le Dernier Viking (producteur délégué)
- 2009 : Polytechnique
- 2009 : Esther (producteur délégué)
- 2009 : Whiteout (producteur délégué)
- 2009 : Les Anges de Boston 2
- 2009 : Amelia (c-producteur)
- 2010 : Die, le châtiment
- 2010 : Resident Evil: Afterlife
- 2011 : Fight Games
- 2012 : Resident Evil: Retribution
- 2012 : 48 heures chrono (producteur délégué)
- 2012 : Silent Hill: Revelation 3D
- 2013 : 13 Eerie
- 2013 : The Mortal Instruments : La Cité des ténèbres
- 2014 : Pompéi
- 2014 : Bad Country (producteur délégué)
- 2014 : Love, Rosie (coproducteur)